# 館山市立第三中学校
館山市立第三中学校（たてやましりつ だいさんちゅうがっこう）は、千葉県館山市北条にあった市立中学校。

## 概要
館山市の市街地に位置する学校であり、全校生徒数は500人以上。1学年5学級である。校区は中心部の北条地区より館山市最東端の九重地区までであり、国道128号沿線にある。

## 沿革

### 経緯
生徒数の多かった館山市立第二中学校の北条地区を分離させ、館野・九重地区を校区としていた館山市立第四中学校と統合して開校した。開校時の全校生徒数は824人だった。

### 年表
1979年
- 3月23日 館山市議会において、1980年4月に館山市立第三中学校を開校することを議決。
- 8月1日 校舎建設着工（鹿島建設株式会社）。

1980年
- 1月16日 三中制服と校章を制定。
- 3月31日 館山市立第四中学校閉校（館野・九重）、館山市立第二中学校より北条地区を分離。
- 3月31日 三中の校舎・グラウンド・柔道場完成
- 4月5日 開校宣言（第1回入学式・始業式）
- 6月12日 校歌作詞・作曲依頼（作詞宗左近、作曲三善晃）
- 7月7日 校内プール完成
- 11月9日 開校記念式（校旗披露、校歌発表、校舎落成式）

1982年
- 2月1日 校舎増築工事完成（6教室）

1998年
- 6月 新部室完成

1999年
- 2月17日 コンピュータ室改修工事完了

2012年
- 10月4日 給食で食中毒発生

2021年
- 3月31日 第二中学校と統合し館山市立館山中学校へ。第三中校舎跡地に新校舎建設予定（2025年完成）。

## 教育方針
自学 自敬 逞しさを学校教育目標に据え、経営の重点を「オンリーワン・ナンバーワンを目指す」としている。生徒を育てる三本柱は「歌声・清掃・挨拶」。
各学年ごとの目標は、1年が「学ぶ学年」、2年が「創り出す学年」、3年が「伝える学年」。

## 学校行事
3学期制で授業を展開している。
| - 4月 始業式、入学式（1年）、新入生歓迎会 - 5月 修学旅行（3年）、宿泊学習（2年）、ふれあい学習（1年） - 6月 | - 7月 部活動激励会 - 8月 リーダー研修会 - 9月 運動会 | - 10月 生徒会役員選挙、文化祭、合唱コンクール - 11月 生徒会引き継ぎ式、職場体験学習（2年） - 12月 校内ロードレース大会 | - 1月 - 2月 新入生説明会 - 3月 卒業旅行（3年）、予餞会、卒業式（3年）、修了式 |

## 生徒会活動
以下の実行部を開設し、生徒会を運営している。
- 学芸部
- 校紀部
- 美化部
- 歌声部
- 保健部
- 体育部

## 部活動
運動系部活動
- 卓球部
- バレーボール部
- 柔道部
- テニス部
- バスケットボール部
- 野球部
- 陸上部
- 剣道部
- サッカー部
- 水泳部

文化系部活動
- 美術部
- 吹奏楽部

## 通学区域
- 館山市旧北条町・館野村・九重村

## 生徒の主な出身小学校
- 館山市立北条小学校
- 館山市立館野小学校
- 館山市立九重小学校

## 校区内の主な施設
- 館山駅
- 九重駅
- イオンタウン館山
- 館山市役所
- 南総文化ホール
- 安房地域医療センター

## 交通
- 富津館山道路富浦ICから約6km
- JR東日本・内房線館山駅から850m

## 出身有名人
出典：
- TOSHI（X JAPAN）
- YOSHIKI（X JAPAN）
- 石井明美（歌手）